# (100562) 1997 GW19
(100562) 1997 GW19 es un asteroide perteneciente al cinturón de asteroides, descubierto el 5 de abril de 1997 por el equipo del Lincoln Near-Earth Asteroid Research desde el Laboratorio Lincoln, Socorro, Nuevo México.

## Designación y nombre
Designado provisionalmente como 1997 GW19.

## Características orbitales
1997 GW19 está situado a una distancia media del Sol de 2,345 ua, pudiendo alejarse hasta 2,641 ua y acercarse hasta 2,050 ua. Su excentricidad es 0,125 y la inclinación orbital 1,981 grados. Emplea 1312,31 días en completar una órbita alrededor del Sol.

## Características físicas
La magnitud absoluta de 1997 GW19 es 16,5.